# Mansidão
Mansidão är en kommun i Brasilien.   Den ligger i delstaten Bahia, i den östra delen av landet, 700 km nordost om huvudstaden Brasília. Antalet invånare är 12 594.
Omgivningarna runt Mansidão är huvudsakligen savann. Runt Mansidão är det mycket glesbefolkat, med 3 invånare per kvadratkilometer.